# Lesopark Vinice
Lesopark Vinice je od roku 2007 vytvářený lesopark na území Běchovic a Dolních Počernic v městském obvodu Praha 9, v lokalitě severně od železniční tratě vedoucí z Prahy do Kolína, mezi Pražským okruhem a ulicí Mladých Běchovic.

## Historie a popis
Lesopark byl založen na původně orné půdě. Realizace byla zahájena v roce 2007 po přípravách, v rámci nichž bylo nutné – kromě vykoupení pozemku uprostřed zamýšleného lesoparku – v projektu zalesňování a založení nových luk vyřešit také vedení inženýrských sítí, jejichž ochranná pásma se tu nacházejí (elektrorozvodné sítě, plynovod, kanalizace). Součástí přípravných prací byla také rekultivace bývalé betonárky v jihovýchodní části lesoparku, odkud bylo odvezeno téměř 10 000 m3 znečištěné zeminy a na místo se navezlo 6 000 m3 ornice. V roce 2012 proběhla rekultivace severní části území, odkud bylo odvezeno dalších 10 000 m3 znečištěné zeminy, stavebního a komunálního odpadu. 

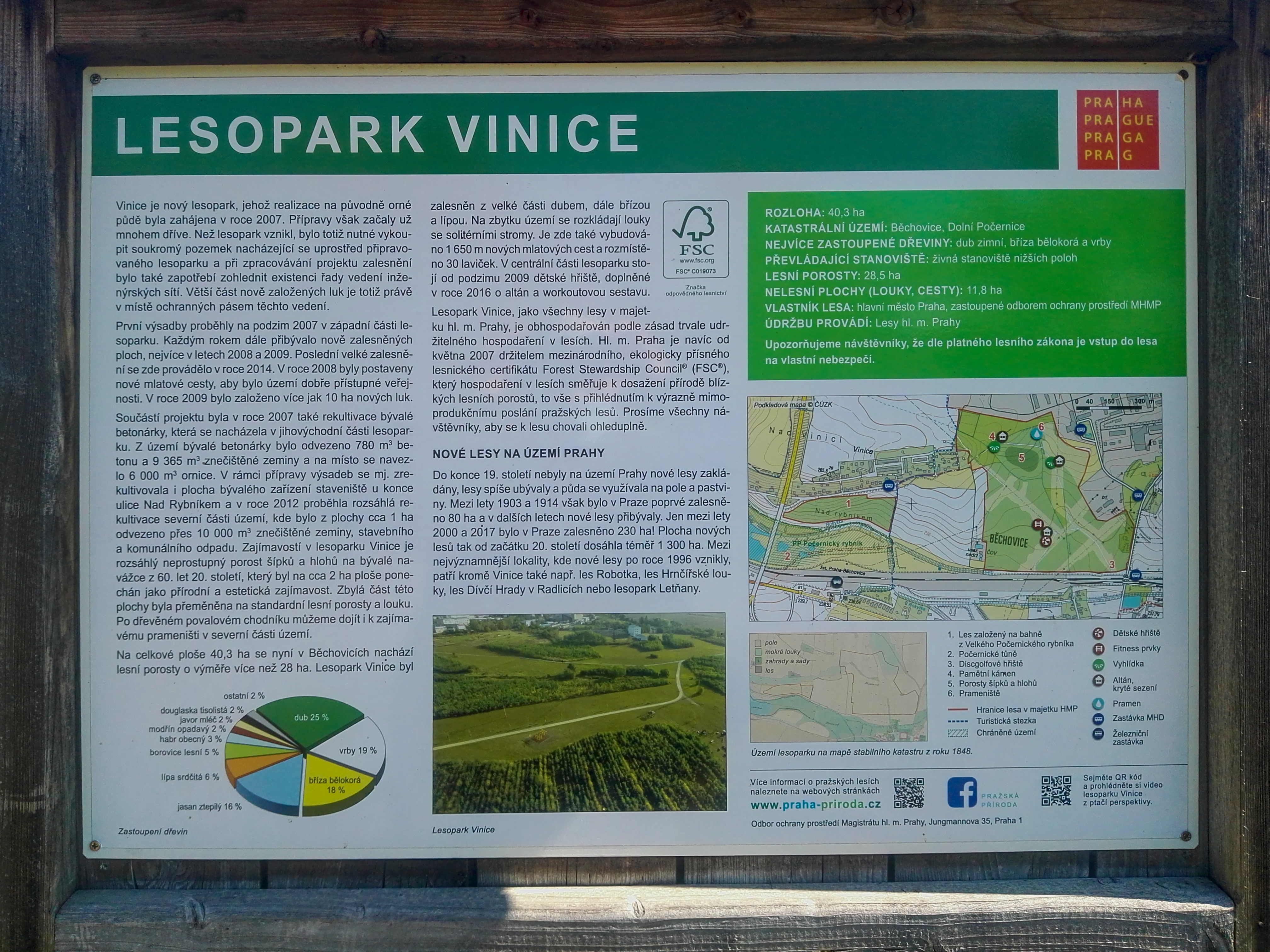
Informační tabule

K území lesoparku patří i část v lokalitě Nad Rybníkem, v sousedství přírodní památky Počernický rybník. Tady bylo k rekultivaci nově zalesňovaného pozemku využito i bahno vytěžené při úpravách rybníka.
Větší, hlavní část lesoparku leží východněji, pod bývalým běchovickým areálem výzkumných ústavů, od kterého se mírně svažuje na jih k železniční trati. Tady byly v roce 2008 postaveny nové mlatové cesty a rozmístěny lavičky, od podzimu 2009 je tu dětské hřiště, od roku 2016 altán a cvičební prvky pro venkovní fitness. Je tu i hřiště pro dicsgolf.
Zalesnění probíhalo od podzim 2007, nejprve v západní části lesoparku. Každý rok pak přibývaly další zalesněné plochy, poslední větší výsadby se uskutečnily v roce 2014. Lesní porosty mají výměru přes 28 ha, na ostatních plochách jsou louky se solitérními stromy. Podoby vzrostlého lesa by měly výsadby v lesoparku Vinice dosáhnout zhruba v roce 2050. Skladba dřevin je vzhledem k určení lesoparku především pro rekreaci poměrně pestrá. Převažuje dub, dále bříza a lípa. Jehličnany jsou zastoupeny zejména modřínem a borovicí. 
Ve svahu v severní části lesoparku zůstal na ploše asi 2 ha zachován porost šípků a hlohů, který vznikl na bývalé navážce z šedesátých let 20. století. Za ním vede mezi několika starými vrbami v severozápadním cípu parku povalový chodníček k malému železitému prameništi. Větší vodní plocha ale v lesoparku chybí. 
Lesoparkem prochází od vlakové stanice Praha-Běchovice střed k Počernickému rybníku cyklostezka A259.